# Karl Steidl
Karl Steidl (* 29. Oktober 1896 in Jois; † 5. Oktober 1967 ebenda) war ein österreichischer Landwirt und Politiker (SPÖ). Er war von 1946 bis 1949 Mitglied des Bundesrates sowie von 1949 bis 1964 Abgeordneter zum Burgenländischen Landtag.

## Leben
Steidl wurde als Sohn des Landwirts Karl Steidl aus Jois geboren und besuchte die Volksschule seiner Geburtsstadt. Danach war er als Landwirt tätig, wobei er während des Ersten Weltkriegs von 1915 bis 1918 Militärdienst leisten musste. Anschließend war er als Landwirt, Weinbauer und Lohnfuhrwerker tätig, wobei er im Zuge des Zweiten Weltkriegs von 1941 bis 1945 erneut in der Wehrmacht dienen musste. 1961 wurde Steidl der Berufstitel Ökonomierat verliehen.
Steidl war verheiratet.

## Politik
Steidl trat 1925 der Sozialdemokratischen Partei bei und war Ortsparteiobmann in Jois. Er fungierte in der Folge von 1931 bis 1933 als Bürgermeister und war zudem zwischen 1931 und 1934 Kammerrat in der Burgenländische Landwirtschaftskammer. Nach dem Zweiten Weltkrieg wurde Steidl am 17. März 1946 Schriftführer des Österreichischen Arbeitsbauernbundes im Burgenland, vertrat die Burgenländische SPÖ vom 19. Juli 1946 bis zum 4. November 1949 im Bundesrat und war vom 4. November 1949 bis zum 17. April 1964 Abgeordneter zum Burgenländischen Landtag. 